# Harrisburg (Illinois)
Harrisburg è un comune degli Stati Uniti d'America, situato in Illinois, nella Contea di Saline, della quale è il capoluogo.